# اقتصاد ژاپن
کشور ژاپن با داشتن تولید ناخالص داخلی به میزان ۴/۱ تریلیون دلار چهارمین قدرت اقتصادی جهان (پس از آمریکا، چین و آلمان) بوده و در آسیا نیز رتبه دوم را از این لحاظ داراست. این کشور دارای منابع طبیعی خیلی محدودی است و اکثر جزایر و خاک آن کوهستانی و آتشفشانی است؛ ولی با همکاری‌های دولت در بخش صنعت و نیز سرمایه‌گذاری گسترده در فناوری‌های پیشرفته، ژاپن به عنوان یکی از پیشگامان عمده در صنعت و فناوری جهان شناخته شده‌است. صادرات بخش عمده‌ای از درآمدهای اقتصادی ژاپن را تشکیل می‌دهد و آمریکا با ۲۲٫۷٪، چین با ۱۳٫۱٪ و کره جنوبی با ۷٫۸٪ عمده‌ترین شرکای تجاری این کشور هستند. محصولات صادراتی عمدهٔ ژاپن شامل تجهیزات ترابری، خودرو، صنایع الکترونیک، ماشین‌آلات الکتریکی و صنایع شیمیایی هستند. در بخش صنایع ژاپن به عنوان یکی از پیشرفته‌ترین کشورها در زمینه تولید خودرو، تجهیزات الکترونیکی، ماشین ابزار، فولاد و فلزات غیرآهنی، کشتی‌سازی، صنایع شیمیایی و نساجی و نیز صنایع غذایی فرآوری شده محسوب می‌شود. این کشور دارای چندین شرکت بین‌المللی با مارک‌های معتبری همچون میتسوبیشی، تویوتا، هوندا، سونی، نیسان، سیتی‌زن و… است.
ژاپن رشد اقتصادی بالایی را در دهه‌های ۱۹۶۰ تا ۱۹۸۰ تجربه کرده‌است. رشد ژاپن در دهه ۱۹۶۰ به‌طور متوسط ۱۰٪، در دهه ۱۹۷۰ به‌طور متوسط ۵٪، و در دهه ۱۹۸۰ به‌طور متوسط ۴٪ رشد داشت. رشد اقتصادی ژاپن در دو دهه اخیر به شدت کاهش یافته‌است به طوری که در دهه ۱۹۹۰ به‌طور متوسط ۱٫۵٪ بوده‌است. تلاش‌های دولت ژاپن برای ایجاد رشد اقتصادی در این دو دهه عمدتاً با شکست مواجه شده و رشد اقتصادی ژاپن همچنان پایین است.
قدیمی‌ترین شرکت‌های جهان در ژاپن قرار دارند. شرکت‌هایی حتی با قدمت هزار سال نیز در این کشور هنوز فعالیت می‌کنند. این امر باعث شده‌است که بانک‌ها به این شرکت‌ها بدون توجه به میزان سوددهی آنان و تنها بر پایه قدمتشان وام پرداخت کنند. این کار باعث می‌شود این شرکت‌ها مایل به ادغام نباشند و این امر باعث کاهش رقابت پذیری شرکت‌های ژاپنی در سطح جهان می‌شود.